# Memecylon memoratum
Memecylon memoratum är en tvåhjärtbladig växtart som beskrevs av Jacq.-fel.. Memecylon memoratum ingår i släktet Memecylon och familjen Melastomataceae. Inga underarter finns listade i Catalogue of Life.